# Брянов, Максим Александрович
Максим Александрович Брянов (род. 12 апреля 1979) — российский самбист и дзюдоист, чемпион и призёр чемпионатов России по дзюдо, чемпион Европы по самбо, Заслуженный мастер спорта России. Бронзовый призёр чемпионата России среди молодёжи 2000 года по дзюдо. Окончил институт автомобильного хозяйства в Черкесске. Тренировался у В. Пчёлкина. Оставил большой спорт.

## Спортивные результаты

### Самбо
- Чемпионат России по самбо 2000 года — ;
- Чемпионат России по самбо 2001 года — ;
- Чемпионат России по самбо 2002 года — ;

### Дзюдо
- Чемпионат России по дзюдо 2003 года, до 100 кг — ;
- Чемпионат России по дзюдо 2004 года, до 100 кг — ;
- Чемпионат России по дзюдо 2004 года, абсолютная категория — ;
- Чемпионат России по дзюдо 2005 года, абсолютная категория — ;
- Чемпионат России по дзюдо 2006 года, свыше 100 кг — ;
- Чемпионат России по дзюдо 2007 года, свыше 100 кг — ;
- Чемпионат России по дзюдо 2008 года, свыше 100 кг — ;